# اچ‌دی ۲۰۷۸۲
اچ‌دی ۲۰۷۸۲ یک ستاره است که در صورت فلکی کوره قرار دارد.